# Arnol'd Vladimirovič Kordjum
Arnol'd Vladimirovič Kordjum (Ivano-Frankivs'k, 13 luglio 1890 – Kiev, 29 agosto 1969) è stato un attore, regista e sceneggiatore sovietico.

## Filmografia parziale

### Regista
- Veter s porogov (1929)
- Azamat (1939)